# Seifeddine Jaziri
Seifeddine Jaziri (arabisch سيف الدين الجزيري, DMG Saif ad-Dīn al-Ǧazīrī; * 12. Februar 1993 in Tunis) ist ein tunesischer Fußballspieler.

## Karriere

### Klub
Er startete seine Karriere in der Jugend von Club Africain, von wo er zur Saison 2011/12 aus der U19 fest in die erste Mannschaft wechselte. Hier war er durchgehend bis September 2013 aktiv und wurde dann zu CS Hammam-Lif für den Rest der Saison verliehen. Für die zweite Hälfte der Saison 2016/17 wurde er anschließend nochmal zu US Ben Guerdane verliehen. Seine Zeit bei dem Klub überdauerte danach noch bis zum September 2017. Mit dem Klub gewann er in dieser Zeit jeweils einmal die Meisterschaft und den Pokal.
Danach schloss er sich in Ägypten dem Tanta SC an, wo er bis zum September des nächsten Jahres aktiv war. Danach kehrte er wieder in sein Heimatland zurück und spielte ab jetzt dort für Stade Gabèsien. Zum Januar 2019 ging es für ihn wieder nach Ägypten, wo er sich diesmal al-Mokawloon al-Arab anschloss. Diese verliehen ihn dann ab Januar 2021 zum al Zamalek SC. Diesem schloss er sich im Oktober 2021 schlussendlich auch fest an. Mit diesen wurde er bislang zwei Mal Meister und einmal Pokalsieger.

### Nationalmannschaft
Seinen ersten bekannten Einsatz für die tunesischen A-Nationalmannschaft hatte er am 18. Januar 2016, bei einem 2:2 gegen Guinea, während der Gruppenphase der Afrikanischen Nationenmeisterschaft 2016. Hier stand er in der Startelf und wurde in der 76. Minute für Saad Bguir ausgewechselt.
Dies war für viele Jahre aber auch sein einziger Länderspieleinsatz. Ab 2020 folgten dann mehrere Freundschafts- als auch Qualifikationsspiele für den Afrika-Cup 2022, sowie später auch für die Weltmeisterschaft 2022. Das erste Turnier war schließlich dann der FIFA-Arabien-Pokal 2021, wo er in jeder Partie zum Einsatz kam und mit seiner Mannschaft auch ins Finale kam, wo man schließlich jedoch mit 0:2 Algerien unterlag. Mit vier selbst erzielten Toren wurde er am Ende Torschützenkönig des Turniers. Auch beim Afrika-Cup 2022 war er Teil des Kaders, wo er es mit seinem Team diesmal bis ins Viertelfinale schaffte.

## Erfolge

### Verein
- Tunesischer Meister (1)
  - 2015
- Tunesischer Pokalsieger (1)
  - 2017
- Ägyptischer Meister (2)
  - 2021, 2022
- Ägyptischer Pokalsieger (2)
  - 2022, 2025
- CAF Confederation Cup: (1)
  - 2024
- CAF Super Cup: (1)
  - 2024

### Nationalmannschaft
- Finalist des FIFA-Arabien-Pokal
  - 2021
- Kirin Cup (1)
  - 2022

### Individuell
- Torschützenkönig des FIFA-Arabien-Pokal 2021
- FIFA-Arabien-Pokal: Team des Turniers[2]